# مانويل دي آرياغا
مانويل دي آرياغا (بالبرتغالية: Manuel José de Arriaga) (و. 1840 – 1917 م) هو سياسي، وكاتب، ومحام من البرتغال .

## التعليم
تعلم في جامعة قلمرية.